# Laurens Theodorus Gronovius

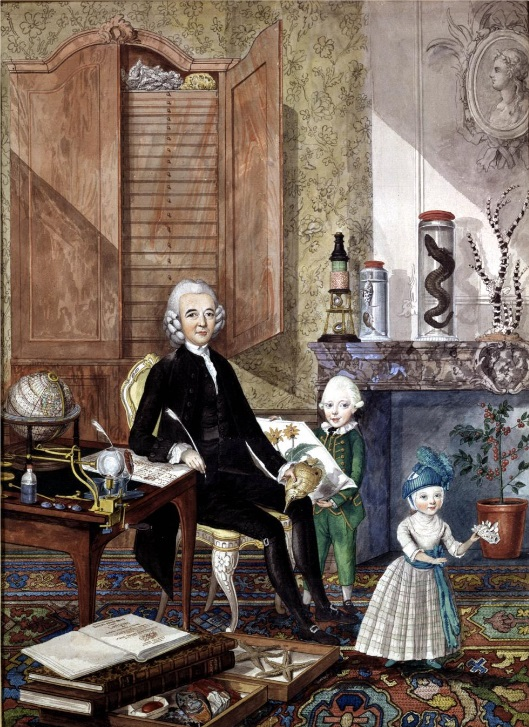
Gronovius en zijn kinderen

Laurens Theodorus Gronovius (1730-1777) was een Nederlands ichtyoloog. Hij was de zoon van de botanicus Jan Frederik Gronovius.
Albertus Seba in Amsterdam en vader en zoon Gronovius (Gronow) in Leiden legden een uitgebreide verzameling vissen aan. Samen met het werk van Peter Artedi die naar de Republiek gekomen was, legde dit de basis voor de baanbrekende publicaties op het gebied van de ichtyologie zoals Museum ichthyologicum, Zoophylacium Grovoniam en Locupletissimi rerum naturalium Thesauri accurata descriptio die in de jaren 1750 en 1760 uitgegeven werden. Later in de 19e eeuw zou Georges Cuvier dit de transformatie van de natuurhistorie van vissen tot een "waarlijk wetenschappelijke vorm" noemen. De Gronovius-verzameling bleef tot de dood van Laurens in 1777 in tact, maar na zijn dood stonden de buitenlandse kopers in de rij om het materiaal op te kopen.
Zijn zoophylacium is lange tid door latere ichtyologen genegeerd, hoewel Rathbun in 1906 enige van zijn namen voor 'zoetwaterkrabben' gebruikt had. Dall trachtte in 1923 aandacht voor dit vroege werk to vragen maar een van de grote problemen is dat het lijkt of de benamingen van Gronovius niet binominaal zijn zoals door Linnaeus voorgesteld en nu algemeen aanvaard is. Een niet-binominale naam wordt door de International Commission on Zoological Nomenclature als ongeldig (invalid) gezien. Toch is deze conclusie ten aanzien van het werk van Gronovius aanvechtbaar. Er zijn we degelijk twee namen, maar ze staan apart in twee opsommingen, zij het wel dat ze verbonden worden door een indexnummer. Over nummer 150 staat zo op één bladzijde dat dit het genus Squalus is en op de andere dat de soortnaam colax is.  Dit is de oudste beschrijving van een soort die later door Gmelin Squalus indicum genoemd is en nu Chiloscyllium indicum (slanke bamboehaai) heet. Zo zijn er nog vele andere soorten waarvan Gronovius eigenlijk de eerste wetenschappelijk geldige beschrijving publiceerde.